# Online
Der Anglizismus online (['ɔnlain]; deutsch „Zugang zum Internet“, „im Netzwerk“) bezeichnet in der Informatik einen Zustand, in dem ein Gerät, das über eine Kommunikationsschnittstelle verfügt, bereit ist, Daten über diese Schnittstelle zu empfangen oder zu senden. Das Gegenteil davon ist offline.

## Allgemeines
„Online“ leitet sich von englisch „on the line“ (deutsch „auf Leitung sein“) ab, wurde zunächst für eine aktive Telefonleitung benutzt und war ursprünglich mit „telefonisch, durch das Telefon verbunden oder am Telefon“ zu übersetzen. Heute besitzt das Wort einen anderen Begriffsinhalt und bedeutet die temporäre oder permanente Verbindung von Computern durch Telekommunikationsnetze oder eine Vernetzung mit anderen Computern oder Peripheriegeräten, insbesondere mit dem Internet.
Der Begriff „online“ ist in der wissenschaftlichen Methodenliteratur nicht eindeutig definiert. Online ist eine bestehende Verbindung zu einem Netzwerk, die verschiedene Aktivitäten ermöglicht. „Wer mit dem Internet verbunden ist und E-Mails abruft, surft, chattet oder in Newsgroups stöbert, ist online“ ist eine praxisorientierte Definition. Die Medientheorie versteht hierunter einen Arbeitsmodus in Datennetzwerken, die aus mehreren, untereinander verbundenen Computern bestehen, welche Zugriff auf das Intranet oder Internet haben.
Geräte ohne Netzanbindung werden auch als Standalone bezeichnet. In der ON/OFF-Skala kann man "online" aus Sicht von Internet-Nutzern abgestuft verstehen: Die Skala reicht von 1 (Zugang zu Online-Inhalten, ohne ans Internet angeschlossen zu sein) bis 6 (hypervernetzt). Die Abstufungen ergeben sich aus der Art des Internet-Zugangs, aus dem aktiven Interagieren mit webfähigen Geräten sowie dem Risiko, dass Daten verfolgt werden.
Die Herstellung einer online-Verbindung ist im Regelfall von einem Login begleitet, bei dem sich der Benutzer durch Benutzerkennung und/oder Passwort insbesondere bei Benutzerkonten anmelden und nach der Session wieder abmelden muss.

## Rechtsfragen
Online hat sich inzwischen zum Rechtsbegriff entwickelt. So gehören Online-Verkaufsplattformen im Reiserecht zu den Vertriebsstellen im Sinne des § 651b Abs. 2 Nr. 2 BGB. Ein Zahlungsdienstnutzer ist nach § 675f Abs. 3 BGB berechtigt, einen Zahlungsauslösedienst oder einen Kontoinformationsdienst zu nutzen, es sei denn, das Zahlungskonto des Zahlungsdienstnutzers ist für diesen nicht online zugänglich. Im Strafprozessrecht ist gemäß § 100b StPO eine Online-Durchsuchung ohne Wissen des Betroffenen unter bestimmten Voraussetzungen möglich.

## Verwendung
Als online wird der Status eines Benutzers verstanden, der beispielsweise über einen Instant Messenger mit dem entsprechenden Server oder Kommunikationspartner verbunden ist. Computer sind online, wenn sie über eine Datenverbindung mit anderen Computern, oft mit übergeordneten Servern, verbunden sind. Im Internet gelten Computer oder Webcams als online, wenn sie mit dem Internet verbunden sind. Bei Druckern, die an einen Computer angeschlossen sind, kann online bedeuten, dass die Verbindung zwischen Drucker und Computer hergestellt und betriebsbereit ist. In diesem Fall braucht nicht unbedingt ein Netzwerk involviert zu sein, eine direkte Verbindung z. B. via USB genügt. Bei Server-Programmen bedeutet online, dass sie über ein Netzwerk angesprochen werden können. So wird zum Beispiel ein laufender und erreichbarer Webserver als „online“ bezeichnet. Online kann gerade im technischen Bereich auch stellvertretend für „zur Laufzeit“ oder „während des Betriebs“ stehen. So können sich beispielsweise manche Dateisysteme „online“ defragmentieren oder reparieren oder Dateien online (d. h. automatisch im Hintergrund) komprimiert oder dekomprimiert werden.
Gelegentlich wird der Begriff „Online-Verarbeitung“ auch als Synonym für Dialogverarbeitung bzw. als Gegenteil von Stapelverarbeitung benutzt. Beides ist jedoch nur bedingt korrekt. Denn einerseits kann z. B. auch eine automatische Datenübertragung (-Stapeln) mit Speicherung zur späteren Weiterverarbeitung „online“ erfolgen, auch das Drucken an entfernten Druckern wäre Online-Stapelverarbeitung; andererseits werden klassische Vertreter der Dialogverarbeitung, z. B. Computerspiele und Tabellenkalkulation auch an „stand-alone“-Rechnern, also nicht „on line“ betrieben.
Als Bestimmungswort kommt es unter anderem vor in Online Banking, Online-Community, Online-Datensicherung, Online-Demonstration, Onlinedienst, Online-Forschung, Online-Journalismus, Online-Marketing, Online-Petition, Online-PR, Online-Shop, Online-Umfrage oder Online-Veranstaltung und benennt die dort mögliche Aktivität. Teilweise schildern diese Begriffe Aktivitäten, die vor den Neuen Medien bereits „offline“ vorhanden waren (wie etwa „analoge“ Umfragen, Veranstaltungen). „Online“ ermöglicht Kontakte ohne persönliche Präsenz, so etwa anstelle des Präsenzunterrichts das Homeschooling oder Besprechungen durch Videokonferenzen.
Einige Telekommunikationsunternehmen tragen den Fachbegriff im Firmennamen (America Online, T-Online, SwissOnline).

## Trivia
In Glen Campbells Musiktitel „Wichita Lineman“ (Oktober 1968) ist am Schluss zu hören: „…and the Wichita lineman is still on the line…“. Hiermit ist die Überlandleitung gemeint, die durch einen „lineman“ (deutsch „Freileitungsmonteur“) überwacht und gewartet wird.